# Tears to Tiara II: Heir of the Overlord
Tears to Tiara II: Heir of the Overlord (ティアーズ・トゥ・ティアラII 覇王の末裔?, Tiāzu tu Tiara tsū: haō no matsuei) è un videogioco del 2013 per PlayStation 3, che unisce il genere del gioco di ruolo strategico a quello della visual novel, con la prevalenza del secondo sul primo.

## Trama
Durante il Festival di Ba'al, una ricorrenza in cui si celebrano le tradizioni e la religione di Hispania, che è provincia del Divino Impero, Zaras, un rappresentante imperiale, esorta i Canaaniti, ovvero gli abitanti di Hispania, a sottomettersi alla religione dell'Impero. Hamilcar, comunemente chiamato Hamil, ultimo erede della casata dei Barca, è in catene e non sembra intenzionato a ribellarsi. Mentre Hamil tentenna, Zaras annuncia l'esecuzione imminente di una ragazza, Tarte, colpevole di considerarsi una dea. Per salvare Tarte, Hamil invoca il potere del dio Melqart e, trasformatosi in Melqart, sbaraglia i nemici.
La scena si sposta a qualche giorno prima, quando, dopo aver sognato di incontrare la dea Tanit e di chiederle perdono per aver mancato ai propri doveri, Hamil si sveglia mentre è costretto ai lavori forzati assieme agli altri Canaaniti. Suo padre Hasdrubal, che governava Hispania, è morto sette anni prima dopo aver denunciato la corruzione dell'Impero e da allora i Canaaniti vengono schiavizzati e vessati. In questi anni Hamil ha pensato solo a sopravvivere, senza opporsi, subendo così la derisione e il disprezzo di tutti. Vedendo però che una donna e suo figlio, di nome Dion, stanno per essere frustati a morte, Hamil decide di aiutarli e viene punito al loro posto. Al termine della giornata, con il corpo devastato dalla fatica e dalle ferite, incontra per la prima volta Tarte, una ragazza che dice di essere una degli dèi chiamati Ba'al e di voler aiutare Hamil.